# Шахта имени Я. М. Свердлова
Государственное открытое акционерное общество «Ша́хта и́мени Я. М. Свердло́ва» — угледобывающее предприятие в городе Свердловск Луганской области, (Украина), входит в ГХК «Свердловантрацит».
Фактическая добыча 2150—780 тонн за сутки (1990—1999). В 2003 году добыто 581 тысяч тонн угля.
Максимальная глубина 1250 м (1990—1999). Протяжённость подземных выработок 58,4-55,2 км (1990—1999).
Количество работающих: 1803/1153 человек, в том числе под землёй 1300/788 человек (1990—1999).

## Адрес
94800, г. Свердловск, Луганская область, Украина.